# Sinaloa de Leyva
Sinaloa de Leyva, Sinaloa – miasto w północnej części meksykańskiego stanu Sinaloa, położone w odległości około 50 kilometrów od wybrzeża Pacyfiku nad Zatoką Kalifornijską, na północny wschód od miasta Guasave. Sinaloa de Leyva leży w dolinie rzeki Sinaloa, meandrującej na zachód od Sierra Madre Occidental. Miasto jest siedzibą gminy Sinaloa a w 2010 roku liczyło 5240 mieszkańców.